# Gibbon (Nebraska)
Gibbon je grad u američkoj saveznoj državi Nebraska. Prema popisu stanovništva iz 2010. u njemu je živjelo 1,833 stanovnika.